# Журчалка продолговатая
Журчалка продолговатая (лат. Baccha elongata) — вид мух-журчалок из подсемейства Syrphinae.

## Описание
Длина тела от 8,5 до 11 мм. Усики коричневые. Лоб золотисто-бронзовый покрыт светло-жёлтыми волосками. Среднеспинка и щиток чёрная или буро-коричневая. Жужжальца ярко-жёлтые. Крылья обычно прозрачные, реже слегка дымчатые. Поперечные жилки обычно затемннены, реже могут быть незатемнёнными. Ноги бледно-жёлтые. Вершины задних бёдер немного затемнённые. Тазики и вертлуги чёрные.

## Экология и местообитания
Личинки — хищники, питаются в основном тлями. Имаго питаются на соцветиях сложноцветных, розоцветных и зонтичных. Обычно встречаются в тенистых местах близ земли.

## Распространение
Вид встречается в Западной Европе, Европейской части Росси и до Урала и на Кавказе. В Северной Америке вид отмечен на Аляске, Канаде и США на юг до Калифорнии и Джорджии.